# Degenhard Albrecht
Degenhard Albrecht (* 25. Januar 1930 in Herges-Hallenberg; † 4. September 2006) war ein deutscher Politiker der Sozialistischen Einheitspartei Deutschlands (SED). Er war von 1979 bis 1990 Generalsekretär des Amts für Außenwirtschaftsbeziehungen der Deutschen Demokratischen Republik (DDR).

## Leben
Albrecht, Sohn eines Angestellten, begann nach der Mittelschule 1949 eine Lehre als kaufmännischer Angestellter und trat in die SED ein. Von 1951 bis 1953 studierte er Wirtschaftswissenschaften an der Deutschen Verwaltungsakademie „Walter Ulbricht“ bzw. an der Deutschen Akademie für Staats- und Rechtswissenschaften (DASR) in Potsdam-Babelsberg. 1953 schloss er sein Studium mit der Promotion ab und wurde wissenschaftlicher Mitarbeiter an der DASR. Von 1954 bis 1957 war Albrecht wissenschaftlicher Mitarbeiter an der Hochschule für Außenhandel in Berlin-Staaken. 
1957 wurde er Hauptreferent und dann Abteilungsleiter im Ministerium für Außenhandel der DDR. Ab 1963 war Albrecht politischer Mitarbeiter der Abteilung Handel, Versorgung und Außenhandel, 1967 wurde er Sektorenleiter und 1970 stellvertretender Leiter der Abteilung Handel, Versorgung und Außenhandel beim Zentralkomitee der SED. Von 1972 bis 1973 absolvierte Albrecht einen Lehrgang an der Parteihochschule „Karl Marx“. Von 1979 bis 1990 war Albrecht Generalsekretär des Amtes für Außenwirtschaftsbeziehungen der DDR. Albrecht war unter anderem Vertreter der DDR bei der KSZE-Nachfolgekonferenz in Madrid.

## Auszeichnungen
- 1974 Vaterländischer Verdienstorden in Bronze und 1980 in Silber

## Werke
- Degenhard Albrecht (und Hilmar Weiß): Die Planung und Leitung der Außenwirtschaft nach Ländern im ökonomischen System des Sozialismus. Berlin 1969.